# Maman Brigitte

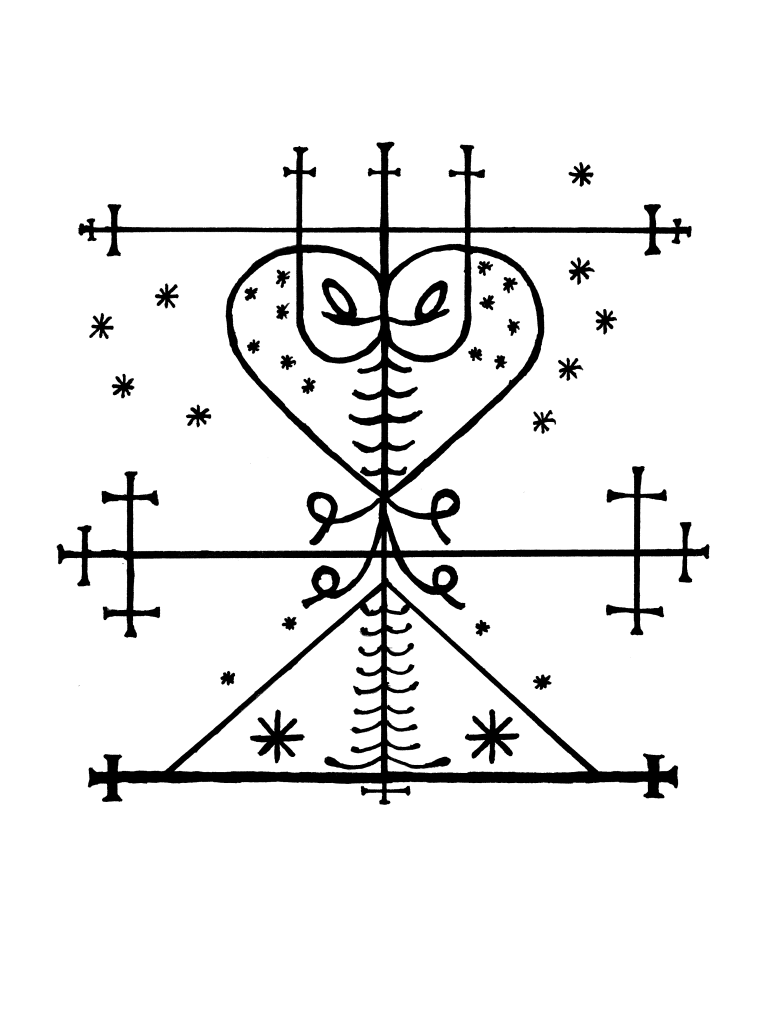
Vevè di Maman Brigitte

Maman Brigitte (o Grann Brigitte, Manman, Manman Brigit, Manman Brijit) è il loa del ciclo della vita e della morte, moglie di Baron Samedi. Maman Brigitte è una delle poche divinità vudù di carnagione bianca come quella europea, dai capelli rossi e con gli occhi verdi, con il viso dipinto a raffigurare un teschio a mettere in ulteriore evidenza lo stretto legame tra la vita e  la morte. È simboleggiata da un gallo nero.
Secondo la tradizione è solita camminare, di notte, nei cimiteri, cantando e ballando sotto la luna. Adora bere rum con peperoncino e raccogliere fiori con cui decorarsi i capelli. Si dice che le farfalle si posino sempre sui suoi capelli, come simbolo della brevità della vita.
È la protettrice delle pietre tombali, se queste sono adeguatamente marcate da una croce.
Talvolta questa divinità viene identificata con la santa irlandese Santa Brigida e con la dea pagana Brigida, signora del fuoco. 
La figura di Maman Brigitte ha influenzato nell’estetica parecchie personalità di spicco nel campo dell’arte e della cultura. Prima su tutte la pittrice friulana Agrippina,  che, come omaggio alla divinità vudù, ha voluto darsi il suo stesso nome su Instagram.   